# Larry Williams (musicista jazz)
Lawrence Lowell Williams, detto Larry (...), è un produttore discografico, compositore e musicista statunitense.
Ha esordito nella band jazz Seawind a metà anni '70. È noto soprattutto per aver suonato in alcuni album di Sheila E., George Benson, Michael Jackson (Off the Wall, Thriller e Bad), Quincy Jones, Simply Red, Richard Marx e Mika. Da anni è musicista fisso nella band che accompagna Al Jarreau. Ha inoltre collaborato alla colonna sonora del film Dreamgirls (nonostante non venga accreditato).